# 명재권
충남 서천 출생인 명 부장판사는 서울대 법학과를 졸업한 뒤 제37회 사법시험에 합격했다. 연수원 수료 뒤에는 1998년부터 11년 동안 검사로 재직하다가 2009년 판사 생활을 시작했다.